# Бюргзорг, Делано
Делано Бюргзорг (нидерл. Delano Burgzorg; род. 7 ноября 1998, Амстердам) — нидерландский футболист, нападающий клуба «Мидлсбро».

## Клубная карьера
Бюргзорг — воспитанник клубов «Зебюргия» и «Де Графсхап». 12 января 2018 года в матче против «Камбюра» он дебютировал в Эрстедивизи в составе последнего. 15 сентября в поединке против «ВВВ-Венло» Делано забил свой первый гол за «Де Графсхап». Летом 2019 года Бюргзорг перешёл в итальянскую «Специю». 31 августа в матче против «Кротоне» он дебютировал в итальянской Серии B.
В начале 2020 года Бюргзорг был арендован клубом «Хераклес». 7 февраля в матче против ситтардской «Фортуны» он дебютировал в Эредивизи. 8 марта в поединке против «Валвейка» Делано забил свой первый гол за «Хераклес». По окончании аренды клуб выкупил трансфер игрока.
В начале 2022 года Бюргзорг на правах аренды перешёл в немецкий «Майнц 05». 5 февраля в матче против «Хоффенхайма» он дебютировал в Бундеслиге. 26 февраля в поединке против берлинского «Униона» Делано забил свой первый гол за «Майнц 05». По окончании аренды клуб выкупил трансфер игрока. Летом 2023 года Бюргзорг на правах аренды перешёл в английский «Хаддерсфилд Таун». В матче против «Мидлсбро» он дебютировал в Чемпионшипе. 2 сентября в поединке против «Вест Бромвич Альбион» Делано забил свой первый гол за «Хаддерсфилд Таун».
Летом 2024 года Бюргзорг подписал контракт с «Мидлсбро», подписав контракт на четыре года. 10 августа в матче против «Суонси Сити» он дебютировал за новую команду.